# テラライト人
テラライト人 (Tellarite) は、アメリカ合衆国のSFテレビドラマシリーズ『スタートレック』に登場する架空の種族。原語では単にテラライトであり、日本語でもそう記載されることもある。

## 登場
『宇宙大作戦(TOS)』44話「惑星オリオンの侵略」で初登場。地球、アンドリア、バルカンと並び惑星連邦の重要な地位にいる創設メンバー種族とされる。しかし初出はTOSであるものの詳しく描かれたのはENTにてである。ただし理解されにくい性質ゆえかアンドリアとバルカンに比べて明らかに登場は少なく、登場しても台詞がないモブであることが多い。なお女性のテラライト人は未登場。DISにおいては、連邦の式典や鏡像宇宙で反帝国軍の一員として登場するもののやはり台詞はない。

## 母星
母星はテラー (Tellar) またはテラー・プライム (Tellar Prime) と呼ばれるMクラス惑星（地球に代表される、窒素・酸素型大気と海を持つ惑星）。
正史では詳細な所在地は明かされていないが、太陽系からそう遠くなく、アンドリア帝国の反対側にあるとされている。非正史のStar Trek Star ChartsやStar Fleet Medical Referenceでははくちょう座61番星第5惑星とされているが、劇中での描写と矛盾するとの指摘もある。

## 特徴
豚を擬人化したような大柄で恰幅のいい体型のヒューマノイド。豊かな顎鬚を蓄え、豚鼻のような大きく前に開いた鼻を持っている。指は片手に3本。相手を侮辱するのが敬意表現という文化で、異星人相手でもそれは変わらない。この風習はアーチャー船長ら地球人のみならず、バルカン人やアンドリア人にとっても常識に反し悩みの種である。

## 歴史
2161年、惑星連邦を設立した4つの種族の1つである。他の種族は人類（地球人）、アンドリア人、バルカン人。

## 代表的なテラライト人
ガヴ
テラライト大使。2267年のバーベル会議にテラライト代表として出席する予定だった。ジェームズ・T・カーク大佐指揮のエンタープライズNCC-1701で会議場に向かう途中、船内でバルカン独特のタルシャヤという技を用いて殺害され、その容疑はスポック副長の父サレクにかけられた。
グラル
テラライト大使。2154年にアンドリアとの貿易会議に出席する予定だった。若い頃は軍人で、巡洋艦の艦長を務めていた。アンドリア人の事を「青い悪魔」と呼ぶ。ジョナサン・アーチャー大佐指揮のエンタープライズNX-01で会議場のバベル1号星に向かう途中、テラライトとアンドリアを戦わせようというロミュランの陰謀が明らかとなり、アーチャー大佐の仲立ちでそれまでの禍根を捨て去りアンドリア人と手を組む決断をした。